# 圣彼得塞格
圣彼得塞格（匈牙利語：Szentpéterszeg）是匈牙利豪伊杜-比豪尔州所辖的一个村。总面积25.51平方公里，总人口1095，人口密度42.9人/平方公里（2011年1月1日）。